# Rami Malek
Rami Malek (Los Angeles, Kalifornija, 12. svibnja 1981.), američki glumac. Postao je šire poznat ulogom hakera u američkoj TV seriji Mr. Robot, za koju je 2016. godine dobio nagradu Emmy za najboljeg glavnog glumca u dramskoj seriji. Dvije godine kasnije, 2018. dobio je Zlatni globus za najboljeg glumca za ulogu Freddieja Mercuryja u filmu Bohemian Rhapsody. Također je i dobitnik Oscara za najboljeg glavnog glumca za ulogu u prethodno spomenutom filmu 2019. godine na 91. dodjeli Oscara.

## Životopis
Malek je rođen u Los Angelesu u obitelji doseljenika iz Egipta.

## Djelomična filmografija

### Filmovi
- Noć u muzeju (Night at the Museum, 2006., faraon Ahkmenrah)
- Noć u muzeju: Bitka u Smithsonianu (Night at the Museum: Battle of the Smithsonian, 2009., faraon Ahkmenrah)
- Need For Speed (2014., Finn)
- Leptir (Papillon, 2017., Louis Dega)
- Bohemian Rhapsody, (2018., Freddie Mercury)
- James Bond 007: Za Smrt Nema Vremena (James Bond 007: No Time to Die, 2021., Lyutsifer Safin)

### Serije
- Rat u kući (The War at Home, 2005. – 2007., Kenny Al-Bahir)

- Pacifik (2010., Merriell "Snafu" Shelton)

- Alcatraz (2012., Webb Porter, jedna epizoda)

- Mr. Robot (2015. – 2019., glavni lik Elliot Alderson)

## Vanjske poveznice
- https://www.imdb.com/name/nm1785339/ - IMDb stranica Rami Malek

- youtube.com - gostovanje R. Maleka u emisiji "The Tonight Show" Jimmyja Fallona, 29. listopada 2018., video trajanja ~8 minuta

- youtube.com - intervju u organizaciji zaklade SAG-AFTRA, moderatorica Stacey Wilson Hunt, 7. prosinca 2018., video trajanja ~82 minute